# Isaac Israeli

Omnia opera Ysaac

Isaac ben Salomón Israeli, (en hebreo יצחק בן שלמה הישראלי y conocido en árabe como إسحاق بن سليمان الإسرائيلي, أبو يعقوب o Abu Ya-'qub Ishaq Ibn Sulayman Al-isra'ili y en Europa como Isaac Israeli o Isaac el Viejo (Egipto, entre 830 y 850 - Kairuán, en Túnez, entre 932 y 955)), fue un médico y uno de los primeros pensadores medievales judíos. No debe ser confundido con Isaac Israeli el Joven (un astrónomo español fallecido el año 1322). Escribió varios tratados médicos y filosóficos ampliamente traducidos al hebreo y al latín; sus obras reflejan las perspectivas aristotélicas desde un punto neoplatónico y bajo la influencia de Al-Kindi. 

## Biografía
Existen pocas referencias biográficas sobre él. Parece probable que naciera en Egipto entre 832 y 852 y que muriera en Túnez entre 932 y 955; en todo caso, su longevidad ha sido comentada por historiadores de diversas épocas. Estudió historia natural y medicina (en particular la obra de Assaf de Tiberiades), matemáticas y astronomía, y pasó por uno de los que conocían enteramente "las siete ciencias". Se ganó reputación de hábil oculista y trabajó como médico en 904 en el entorno del último príncipe aglabí, Ziyadat Allah III, manteniendo correspondencia igualmente con el joven Saadia Gaon.   
Entre 905 y 907 se instaló en Kairuán (Túnez) y estudió medicina general bajo la tutela de Ishak ibn Amran al-Baghdadi, con el que es a veces confundido. Su renombre acreció fuertemente, y los trabajos que escribió fueron especialmente solicitados por los médicos musulmanes, considerados por ellos "más preciosos que los diamantes". Sus cursos atrajeron a un gran número de alumnos, de los cuales los más célebres fueron Abu Ja'far ibn al-Jazzar, un musulmán, y Dounash ibn Tamim, un judío.
Hacia 909 entró al servicio de Ubayd Allah al-Mahdi, fundador de la dinastía de los fatimíes. Este apreció la compañía de su médico, vivo y fino de espíritu, y se complugo en exhibirlo organizando en especial una lucha intelectual entre Isaac y el griego al-Hubaish, que el primero ganó gracias a su ingenio. Según la mayor parte de los autores árabes, falleció sin descendencia a edad harto avanzada, en 932. Según Heinrich Grätz, habría vivido entre 845 y 940, pero para Steinschneider ya estaría muerto en 950.
Escribió varias obras de contenido científico y filosófico, de influencias aristotélicas y neoplatónicas. De ellas, tuvieron gran influencia en su época el Libro de las definiciones (Sefer ha-Yesodot o Liber definitorum), traducido por Gerardo de Cremona y, en especial, el Libro de los elementos (Sefer ha-Hïbbür o Liber elementorum), que trata sobre las formas del conocimiento. Los trabajos de Israeli fueron citados y parafraseados por una serie de pensadores cristianos que incluye a Domingo Gundisalvo, Alberto Magno, Tomás de Aquino, Vicente de Beauvais, Buenaventura, Roger Bacon y Nicolás de Cusa.

## Obras

### Sobre medicina
- Kitāb al-Ḥummayat, en hebreo Sefer ha-Ḳadaḥot: un tratado completo en cinco libros sobre los tipos de fiebre según la medicina antigua, en especial hipocrática.
- Kitāb al-Adwiya al-Mufrada wa l-Aghdhiya, un trabajo en cuatro partes sobre los remedios y sus alimentos. La primera sección consiste en 29 capítulos y fue traducida al latín por Constantino el Africano bajo el título de Diætæ Universales, y al hebreo por un traductor anónimo bajo el título Ṭib'e ha-Mezonot. Las otras tres partes de este trabajo tienen el título latino de Diætæ Particulares. Parece que una traducción hebrea titulada Sefer ha-Mis'adim o Sefer ha-Ma'akalim fue hecha a partir de una versión latina.
- Kitāb al-Bawl, o, en hebreo, Sefer ha-Shetan, un tratado sobre la orina, del cual el mismo autor realizó un epítome o resumen.
- Kitāb al-Istiqāt, en hebreo Sefer ha-Yesodot, un trabajo médico y filosófico sobre los elementos que el autor trata según la aproximación acostumbrada en su tiempo con fuentes en Aristóteles, Hipócrates y Galeno. La traducción hebrea fue hecha por Abraham ben Hasdai a requerimiento del gramático David Kimhi.
- Manhig ha-Rofe'im, o Musar ha-Rofe'im: un tratado para médicos en 50 parágrafos, traducido al hebreo (el original árabe no se ha ha hallado) y al alemán por David Kaufmann, con el título Propädeutik für Aerzte (Berliner's Magazin xi, pp. 97–112).
- Kitāb fī al-Tiryaq ("Libro de la Tríaca"), una obra sobre los antídotos. Algunos escritores lo atribuyen a Isaac Israeli con otros dos trabajos que constan traducidos por Constantino el Africano, a saber el Liber pantegni y el Viaticum, de los cuales existen tres traducciones hebreas. Pero la última de estas viene referida a Muhammad al-Razi o moro Rasis y la primera a Alī ibn ʿAbbās al-Majūsī o, según otros, el pupilo de Israeli, Abū Jaʿfar ibn al-Jazzār.

### Sobre filosofía
- Kitāb al-Ḥudūd wa l-Rusūm, traducido al hebreo por Nissim b. Solomon (Siglo XIV) bajo el título Sefer ha-Gebulim weha-Reshumim, un trabajo filosófico del cual se cita una traducción latina en el comienzo de la Opera Omnia. Tal trabajo y el Kitāb al-Istiqāt, severamente criticado por Maimónides en una carta a Samuel ibn Tibbon (Iggerot ha-Rambam, p. 28, Lipsia, 1859), en que le declara que no tiene valor alguno porque Isaac Israeli ben Solomon non es sino un médico.
- Kitāb Bustān al-Ḥikma ("Libro del jardín de la sabiduría"), sobre metafísica.
- "Kitāb al-Ḥikma" ("Libro de la sabiduría"), un tratado sobre filosofía.
- Kitāb al-Madkhal fī al-Mantiq, sobre lógica. Los últimos tres trabajos son recordados por Ibn Abi Usaybi'a, pero no es conocida traducción alguna hebrea de él.
- Sefer ha-Ruaḥ weha-Nefesh, un tratado filosófico, en traducción hebrea, sobre la diferencia entre el espíritu y el alma, publicado por Steinschneider en Ha-Karmel (1871, pp. 400–405). El editor es de la opinión de que este opúsculo sea un fragmento de un trabajo más amplio.
- Un comentario filosófico del Génesis, en dos volúmenes, uno de los cuales sobre Gen. I, 20.